# Павенцька Ганна
Га́нна Паве́нцька (Танчаківська) — українська письменниця, входила до складу львівської літгрупи «Дванадцятка».

## З життєпису
Пластунка 2-го полку ім. М. Борецької у Львові.
Її чоловік, Олександр Павенцький, дотримувався москвофільських (русофільських) поглядів, однак це не заважало йому як адвокату в політичних процесах боронити членів Організації українських націоналістів.
Писала нариси, збиралася видати окремою книжкою.
З приходом перших совітів шлюб розпався, чоловік звинуватив Ганну в прихильності до ОУН. Згодом Ганна стала дружиною Володимира Горбового, від котрого народила доньку.